# جورج هاس (إحاثي)
جورج هاس (بالعبرية: גאורג האז‏) هو عالم حيوانات إسرائيلي، ولد في 19 يناير 1905 في فيينا في النمسا، وتوفي في 13 سبتمبر 1981 في القدس في إسرائيل.